# Sion (voiture électrique)
Pour les articles homonymes, voir Sion.
La Sono Motors Sion est un projet annulé de voiture électrique de l’entreprise allemande Sono Motors, qui devait pouvoir être partiellement rechargée par des cellules solaires montées sur le véhicule,. Lancé en 2012, le projet fait l’objet de plusieurs levées de fonds en 2016 et 2017, avec un début de production prévu pour 2019. Celui-ci est ensuite repoussé à 2023, année qui voit finalement le projet être définitivement annulé par l’entreprise.

## Histoire
Les fondateurs de Sono Motors travaillent à la réalisation de la Sion depuis 2012. En 2016 et 2017, pour sa mise en œuvre, plus de 2 millions d'euros de fonds ont été collectés par plusieurs campagnes de crowdfunding,,. En juillet 2016, des infographies du véhicule sont présentées.
En 2017, plusieurs investisseurs de taille moyenne rejoignent Sono Motors, notamment le fondateur du fournisseur de services énergétiques Juwi et le groupe Böllinger.
Le 9 mai 2018, Sono Motors annonce l'attribution d'un important contrat pour le développement et la fabrication d'un système de batterie pour son véhicule solaire à l'équipementier automobile allemand ElringKlinger.
En septembre 2022, l'entreprise annonce avoir enregistré 20 000 réservations. La production est censée démarrer dans la seconde moitié de 2023 à l'usine de Valmet Automotive, en Finlande. Sono Motor affirme viser une production annuelle de 43 000 véhicules et 257 000 unités en 7 ans.
En décembre 2022, l'entreprise annonce qu'elle manque de fonds pour la réalisation du projet, malgré les 21 000 réservations enregistrées, et que celui-ci est en danger. Elle lance alors une campagne de vente au comptant de 3 500 voitures, destinée à lui apporter les 100 millions d’euros nécessaires à la survie du projet. Elle n’atteindra pas la moitié de cet objectif, malgré une prolongation de la campagne. L’abandon du projet est finalement confirmé le 24 février 2023, et s’accompagne du licenciement de 300 employés de l’entreprise.

## Présentation
La Sion est une automobile à propulsion électrique, qui est chargée via une interface de charge Type2 / CCS[Quoi ?] et également par des panneaux photovoltaïques intégrés à la carrosserie de la voiture. Les prototypes construits reprennent de nombreux éléments de la BMW i3.

### Cellules solaires

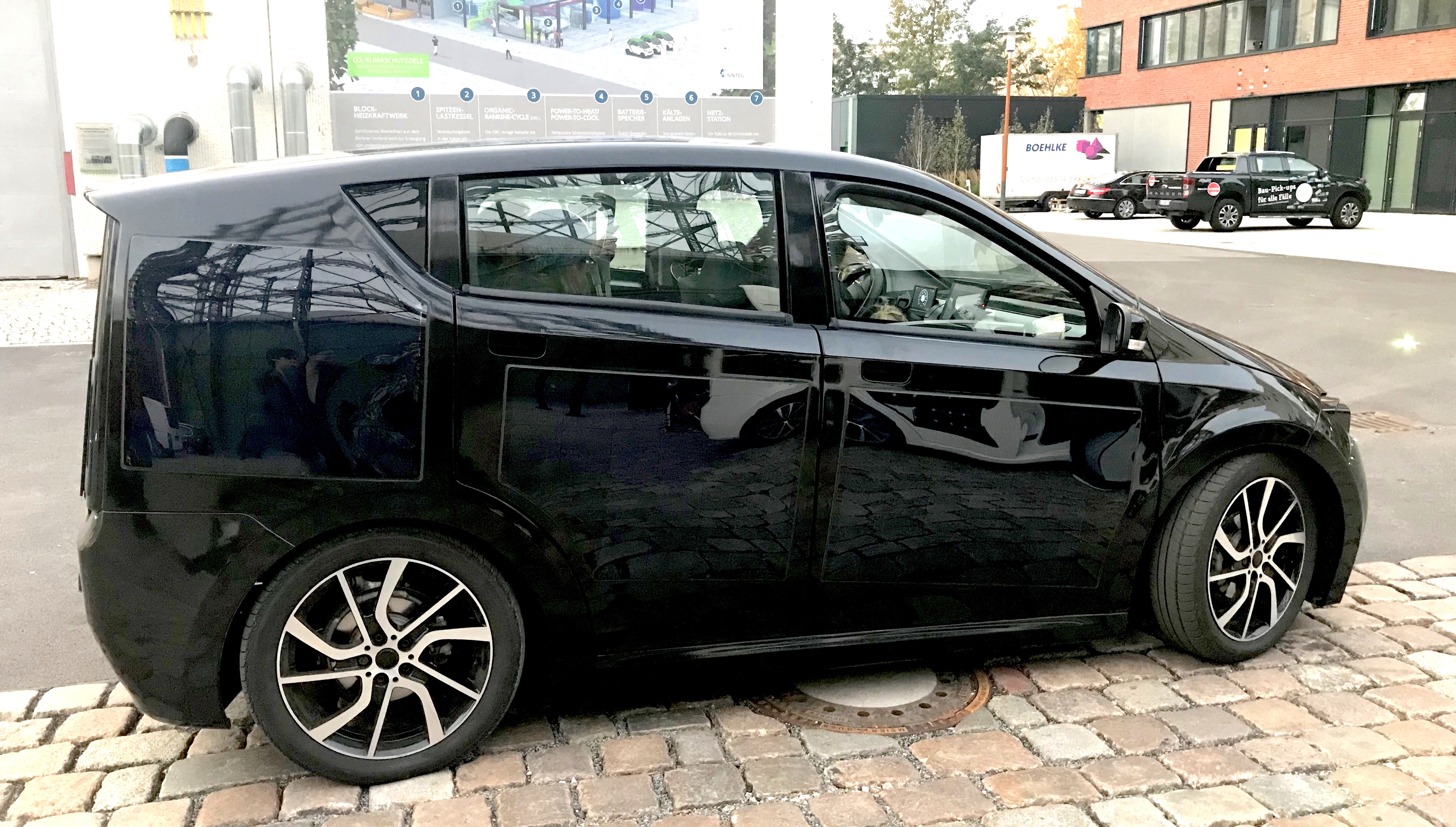
Vue de côté du prototype noir en octobre 2017.

Le toit, le capot et de grandes parties de la coque extérieure du corps sont équipés de 456 demi-cellules de silicium monocristallin (efficaces en lumière diffuse, elles doivent toujours être à 100 % de leur surface à des angles d'incidence jusqu'à 70°) qui sont protégées par une couche de polycarbonate.
Sono Motors affirme que son système solaire, portant le nom de viSono, permet de générer jusqu'à 5800 km d'autonomie supplémentaires par an (soit environ 800 kWh), ce qui représente jusqu'à 35 km par jour (par grand ciel bleu et au mois de juin contre seulement 3 km/jour par temps gris au mois de décembre), la moyenne se situant à 16 km de recharge solaire quotidienne.

### Batterie et autonomie
La Sion est dotée d'une batterie LFP (Lithium et phosphate de fer) qui ne contient pas de métaux lourds comme le cobalt, le manganèse ou le nickel, à la différence d'une batterie lithium-ion. Sa capacité de 54 kWh permet une autonomie maximale de 305 km. Elle supporte une puissance de charge de 75 kW. Le fabricant estime la consommation moyenne à 16 kWh/100 km.
La voiture permet une charge bidirectionnelle afin de partager l'énergie emmagasinée, que ce soit pour brancher un appareil ou un véhicule électrique.

### Prix
Le tarif initial de la Sion était fixé de 16 000 à 20 000 euros sans ou avec les batteries, lors de sa présentation à Munich en juillet 2017. Il est ensuite estimé à 25 000 euros, batteries comprises en 2019, pour atteindre 29 900 euros TTC en juillet 2022.